# Polens herrlandslag i ishockey
Polens herrlandslag i ishockey representerar Polen i ishockey för herrar. Första matchen spelades den 10 januari 1926 i Davos, och förlorades med 1-13 mot Österrike.
Polen har varit som bäst då man tog EM-silver såväl 1929 som 1931. Sedan man föll ur A-gruppen 1992 har man dock inte ens varit i närheten av världseliten, även om man var tillbaka i A-gruppen 2002, men föll ur samma år. År 2023 visade Polen stark kämpaglöd, och steg upp till A-divisionen. 

## Profiler
- Mariusz Czerkawski
- Krzysztof Oliwa
- Wojtek Wolski

## VM-statistik

### 1930-2006
| VM-Turneringar    | Matcher | Segrar | Oavgjorda | Förluster | Gjorda mål | Insläppta mål | Poäng |
| ----------------- | ------- | ------ | --------- | --------- | ---------- | ------------- | ----- |
| A-VM              | 176     | 33     | 14        | 129       | 371        | 985           | 80    |
| B-VM/Division I   | 196     | 123    | 20        | 53        | 986        | 530           | 266   |
| C-VM/Division II  | 0       | 0      | 0         | 0         | 0          | 0             | 0     |
| D-VM/Division III | 0       | 0      | 0         | 0         | 0          | 0             | 0     |

### 2007-
| VM-Turneringar | Matcher | Segrar | Förluster | Sudden deaths-/Straffläggningssegrar | Sudden deaths-/Straffläggningsförluster | Gjorda mål | Insläppta mål | Poäng |
| -------------- | ------- | ------ | --------- | ------------------------------------ | --------------------------------------- | ---------- | ------------- | ----- |
| VM             | 0       | 0      | 0         | 0                                    | 0                                       | 0          | 0             | 0     |
| Division I     | 55      | 30     | 18        | 3                                    | 4                                       | 193        | 128           | 100   |
| Division II    | 0       | 0      | 0         | 0                                    | 0                                       | 0          | 0             | 0     |
| Division III   | 0       | 0      | 0         | 0                                    | 0                                       | 0          | 0             | 0     |

- ändrat poängsystem efter VM 2006, där seger ger 3 poäng istället för 2 och att matcherna får avgöras genom sudden death (övertid) och straffläggning vid oavgjort resultat i full tid. Vinnaren får där 2 poäng, förloraren 1 poäng.